# Pritt

Logo der eingetragenen Bild-/Wortmarke

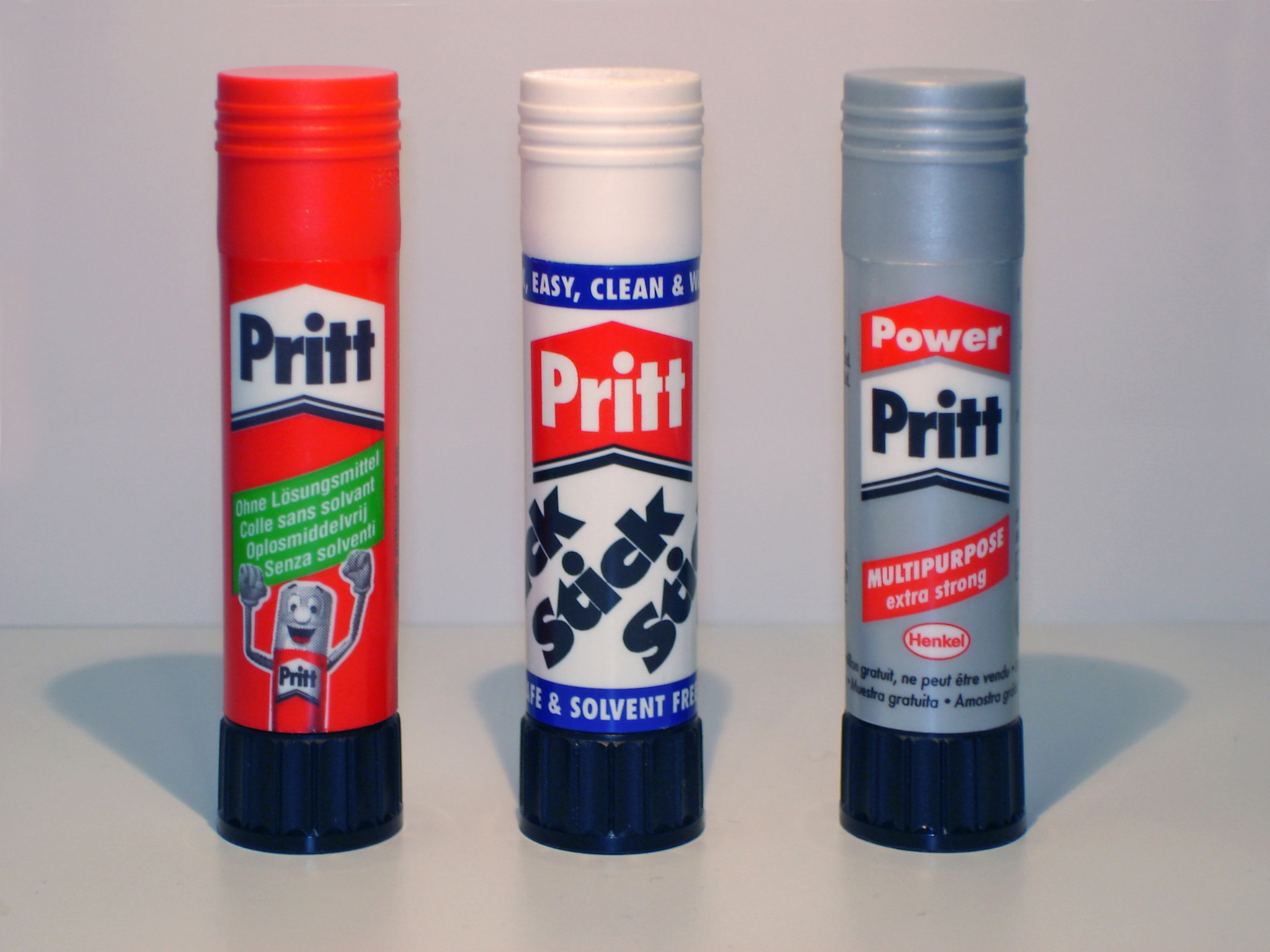
Verschiedene Pritt-Stifte

Pritt ist eine Marke für Klebstoffe des Henkel-Konzerns mit Sitz in Düsseldorf. Der Begriff Prittstift ist in Deutschland und im Vereinigten Königreich („pritt stick“) zum Gattungsnamen avanciert und wird im allgemeinen Sprachgebrauch auch für vergleichbare Produkte anderer Hersteller verwendet.

## Geschichte
1969 erfand die Firma Henkel den weltweit ersten Klebestift. Als Vorbild dienten „Herausdreh-Mechanismus“ und Handhabung von Lippenstiften.
Seit der erste Klebestift auf den Markt kam, verkaufte Henkel bis 2009 bereits mehr als 2,5 Milliarden Exemplare in 121 Ländern.
Das Design des Pritt-Klebestiftes wurde im Laufe der Jahre nur unwesentlich verändert. Kennzeichnend ist eine rote Hülse mit schwarzem Drehrad und weißem Logoaufdruck. Kurzzeitig waren auch wiederbefüllbare Hülsen mit nachkaufbaren Einsätzen erhältlich, welche an einem grünen Drehrad erkennbar waren.

## Herstellung
Der Klebstoff im Pritt-Stift enthält im Wesentlichen Kartoffelstärke, Zucker, Wasser und Seife. Das ermöglicht eine Herstellung mit hoher ökologischer Verträglichkeit und Produktsicherheit; der Klebstoff gilt als unproblematisch. Angesichts der geringen Toxizität und einfachen Handhabbarkeit kann der Klebestift gut auch von Kindern benutzt werden. Er ist lösemittelfrei-, PVC-frei und entspricht der Europäischen Spielzeugrichtlinie. Klebstoffreste auf Bekleidung können bei niedrigen Temperaturen ausgewaschen werden.
Im Jahre 2000 ersetzte Henkel die bis dahin verwendeten erdölbasierten Klebstoffe durch solche auf Stärkebasis.
Das Pritt-Produktportfolio umfasst heutzutage eine breite Palette an Klebstoffen, Korrekturprodukten, Klebefilmen und Fixierungen.